# Platysenta sufficiens
Platysenta sufficiens är en fjärilsart som beskrevs av Walker 1858. Platysenta sufficiens ingår i släktet Platysenta och familjen nattflyn. Inga underarter finns listade i Catalogue of Life.